# Medora (Illinois)
Medora es una villa situada en el condado de Macoupin, Illinois, Estados Unidos. Tiene una población estimada, a mediados de 2022, de 366 habitantes.

## Geografía
La localidad está ubicada en las coordenadas 39°10′36″N 90°8′29″O / 39.17667, -90.14139. Según la Oficina del Censo, tiene una superficie de 0.98 km², correspondientes en su totalidad a tierra firme.

## Demografía
Según el censo de 2020, en ese momento había 379 personas residiendo en la localidad. La densidad de población era de 386.73 hab./km². El 91.03% de los habitantes eran blancos, el 0.53% eran afroamericanos, el 0.79% eran amerindios, el 0.26% era de otra raza y el 7.39% eran de una mezcla de razas. Del total de la población, el 2.11% eran hispanos o latinos de cualquier raza.